# InMe
InMe, parfois typographié Inme ou INME, est un groupe de rock alternatif britannique, originaire de Brentwood, Essex, en Angleterre. Formé en 1996, le groupe compte un total de six albums studio : Overgrown Eden (2003), White Butterfly (2005), Daydream Anonymous (2007), Herald Moth (2009), The Pride (2012), et Trilogy: Dawn (2015). Ils comptent aussi un album live, Caught: White Butterfly (2006), et un best-of, Phoenix: The Best of InMe.

## Biographie

### Débuts (1996–2000)
À l'origine, en 1996, le groupe est formé sous le nom de Drowned. Les membres du groupe de cette époque étaient Dave McPherson comme guitariste et chanteur, Joe Morgan comme bassiste et Simon Taylor comme percussionniste. Ils signent pour la première fois en 2001 avec Music for Nations et changent alors de nom en InMe pour éviter la confusion avec Drowned, un groupe de rock américain.

### Overgrown Eden(2001–2003)
Overgrown Eden est publié au label Music for Nations en janvier 2003, après plusieurs reports de dates. Il est classé 15e de l'UK Albums Chart et la première place de l'UK Rock Albums Chart. Quatre singles sont extraits de Overgrown Eden. Ils comprennent Underdose, Firefly, Crushed Like Fruit et Neptune, le premier des trois étant sorti avant l'album. Underdose est publié en juillet 2002, et atteint la 66e place de l'UK Singles Chart. Il est suivi par Firefly en septembre qui atteint la 43e place du classement. Crushed Like Fruit apparait en janvier 2003, à la 25e place. Neptune est le dernier single de l'album, publié en avril 2003, qui atteint la 46e place et s'accompagne d'un clip avec fans et concerts filmés.
Music for Nations dépose le bilant en 2004. À cette période, les droits de Overgrown Eden sont perdus, et sera réédité en juin 2006 lorsqu'ils seront de nouveau obtenus. InMe joue Overgrown Eden dans son intégralité à deux dates séparées en novembre 2010 en soutien à leur best-of, Phoenix: The Best of InMe. Leur concert à Londres est enregistré et publié chez Graphite Records en 2012 accompagnant leur cinquième album, The Pride.

### White Butterfly(2004-2005)
Leur deuxième album, White Butterfly, est publié le 20 juin 2005. Il est publié en deux versions au Royaume-Uni : une standard avec treize chansons, et une limitée avec deux chansons bonus, Every Whisper Aches et Angels with Snipers. Le premier single de White Butterfly, est Faster The Chase. Le groupe publie un single double face A intitulé White Butterfly/Safe In a Room le 19 décembre 2005, avec un EP live. White Butterfly est joué dans son intégralité pendant deux shows d'InMe's en novembre 2010. 
Un album live, Caught: White Butterfly, est enregistré au London Astoria en décembre 2005, et publié en août 2006. Le DVD, White Butterfly Caught Live, est publié en octobre 2006. En 2006, Joe Morgan quitte le groupe à la fin de la tournée White Butterfly avant d'être remplacé par le petit frère de Dave, Greg McPherson.

### Daydream Anonymous(2006–2007)
En septembre 2007, InMe publie son troisième album Daydream Anonymous. Il atteint la 71e place des classements britanniques. Daydream Anonymous comprend treize chansons. I Won't Let Go en est le seul single.

### Herald Moth(2008–2010)
Herald Moth est enregistré aux Chapel Studios et le groupe finit d'enregistrer l'album en février 2009. Il est publié le 14 septembre chez Graphite Records. Le premier single, Single of the Weak, est publié le 17 août. Cet album marque un tournant dans l'histoire du groupe, avec l'ajout d'un second guitariste, Ben Konstantinovic : le groupe est désormais un quatuor. Un single double face A, All Terrain Vehicle/Nova Armada est publié en juin 2010, accompagné d'une vidéo de Nova Armada.

### Phoenix: The Best of InMe (2010–2012)

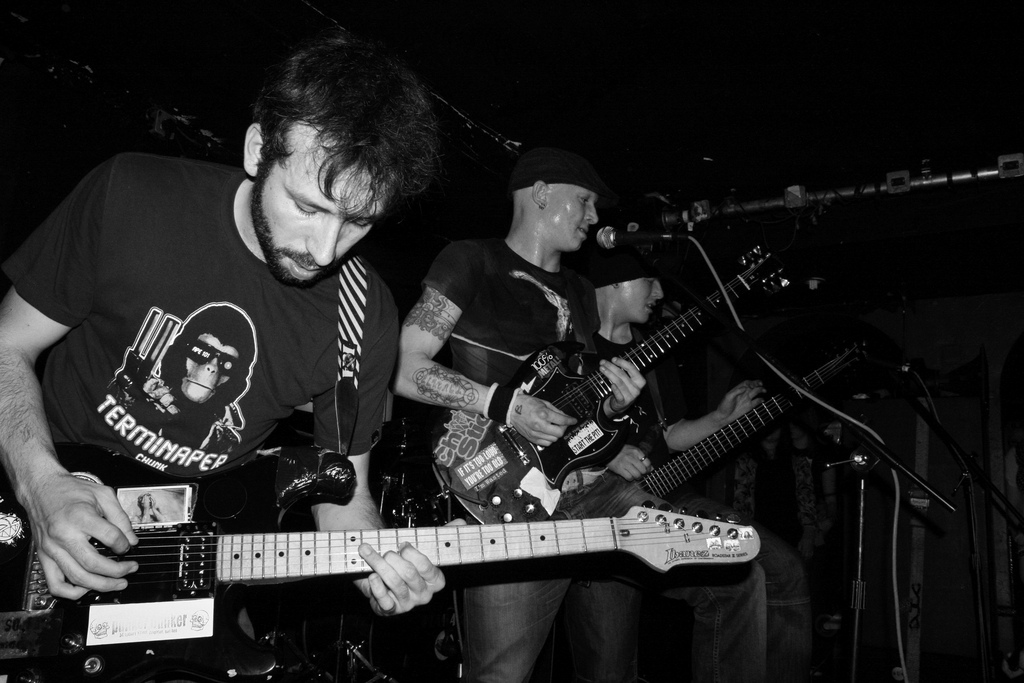
Gazz Marlow avec InMe en 2010.

### Triple album (depuis 2013)
En 2014, InMe publie un EP quatre titres, The Destinations EP, le premier sur PledgeMusic. Il est suivi par une tournée promotionnelle en mai 2014, avec The Red Paintings. Le groupe annonce ensuite un nouveau triple album au début de 2015. Le projet est intitulé Trilogy et se composera de trois albums. Le premier, intitulé Trilogy: Dawn, est publié le 4 mai 2015.

## Discographie

### Albums studio
- 2003 : Overgrown Eden
- 2005 : White Butterfly
- 2007 : Daydream Anonymous
- 2009 : Herald Moth
- 2012 : The Pride
- 2015 : Trilogy: Dawn

### Autres et EP
- 2005 : Safe in a Room/White Butterfly (EP)
- 2006 : Caught: White Butterfly (album live)
- 2006 : iTunes Live: London Festival '08 (EP live)
- 2008 : Phoenix: The Very Best of InMe (compilation)
- 2012 : The Pride (Acoustic Version)[5]
- 2012 : Medusa
- 2014 : The Destinations (EP)